# شارع الصليبة

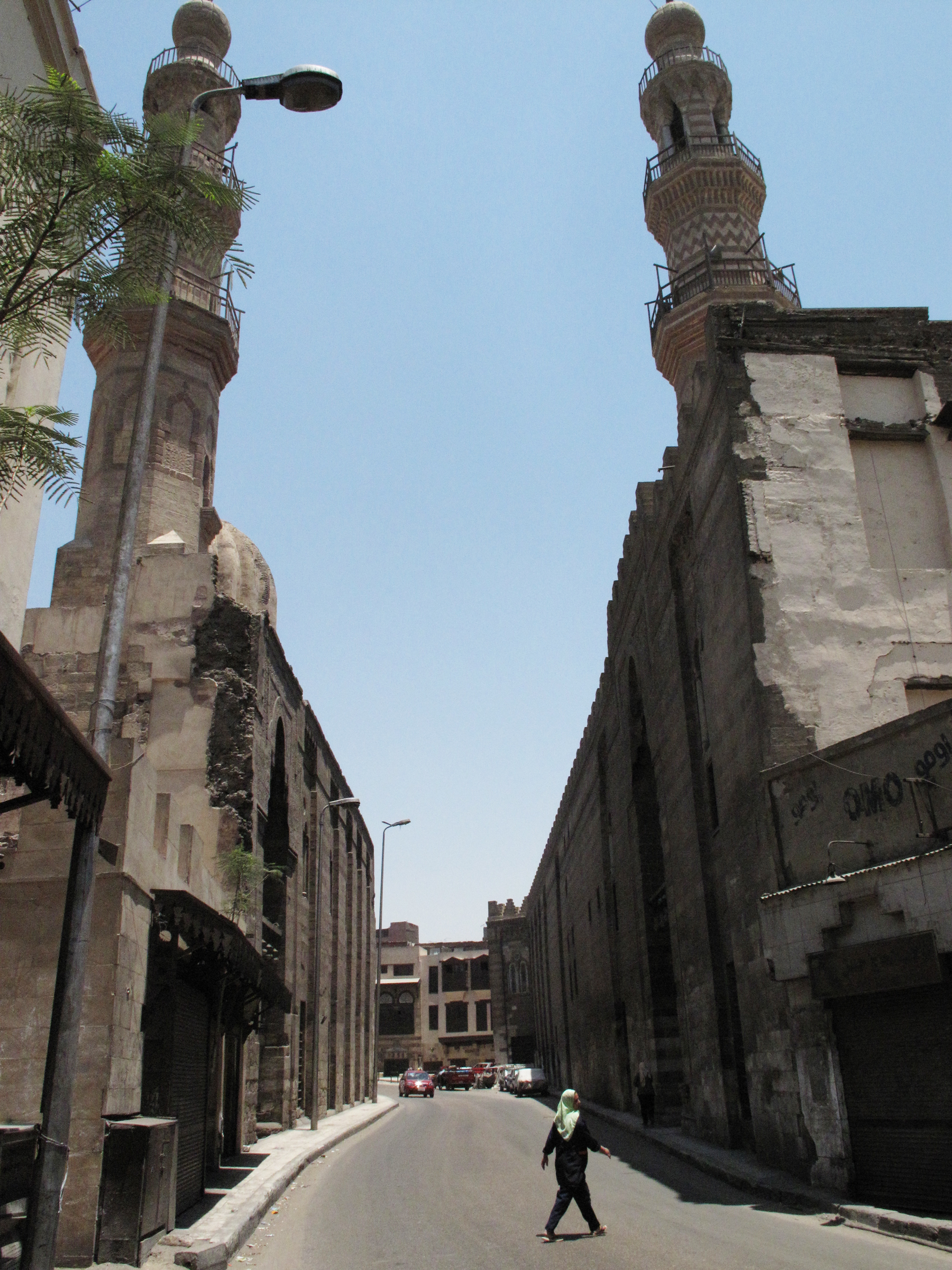
شارع الصليبة.

شارع الصليبة هو أحد أقدم شوارع القاهرة الإسلامية يمتد من ميدان القلعة وصولاً إلى ميدان السيدة زينب وقد أطلق على الشارع اسم الصليبة منذ نحو 700 عام، بسبب تقاطعه مع العديد من الشوارع الأخرى.

## معالم الشارع
- مسجد السيدة زينب
- متحف جاير أندرسون
- مسجد ومدرسة سنجر الجاولي
- مسجد ومدرسة صرغتمش الناصري